# Jogo multijogador massivo online

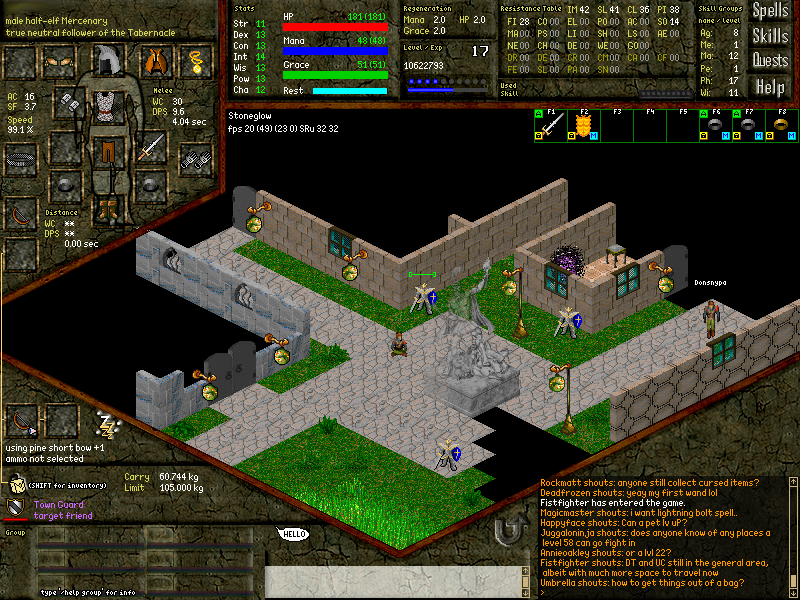
Imagem de Daimonin.

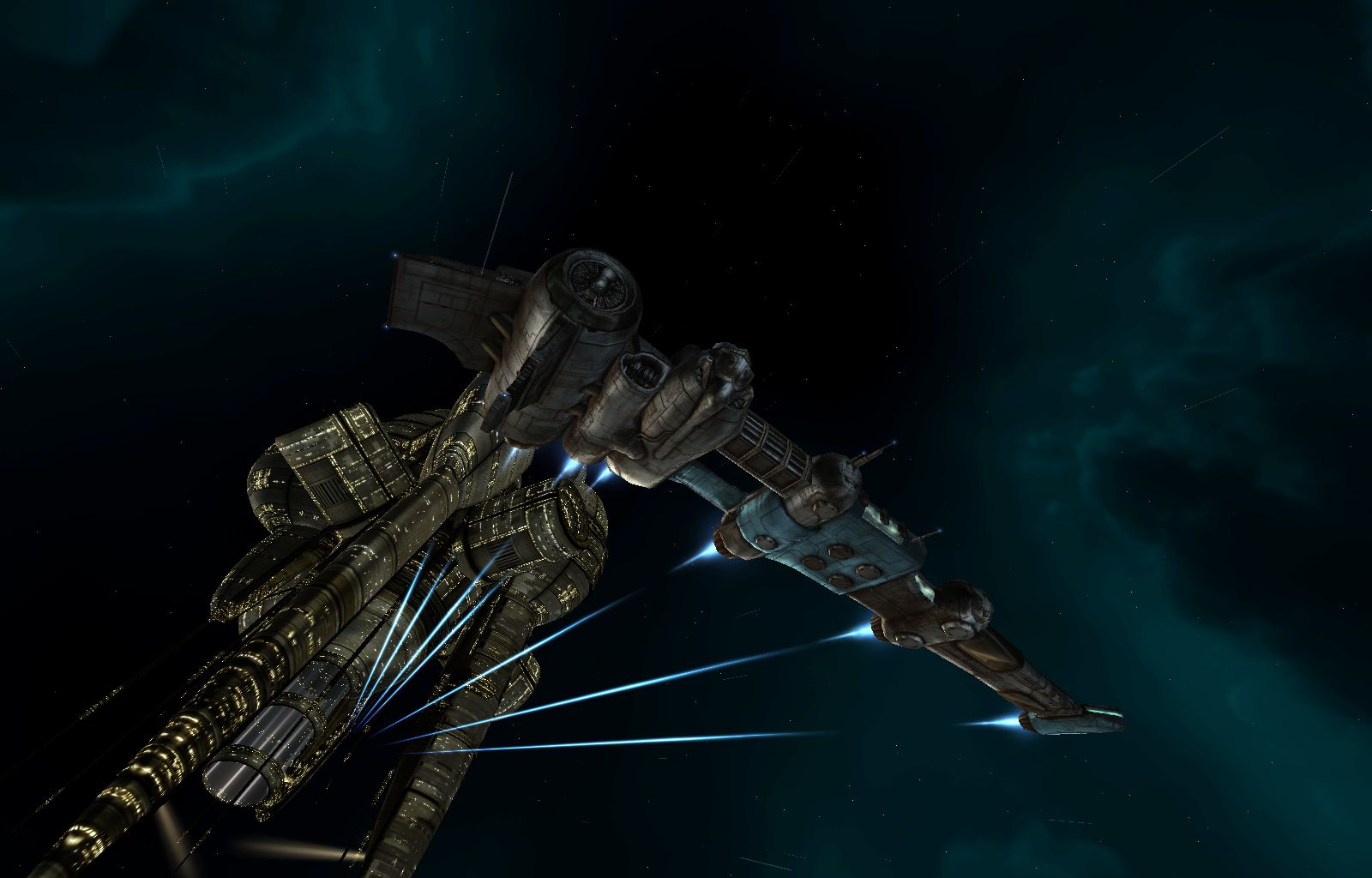
Imagem de EVE Online.

Um jogo multijogador massivo online (mais conhecido pela sigla MMO), em inglês massively multiplayer online game  (MMOG) é um tipo de jogo eletrônico capaz de suportar grandes quantidades de jogadores simultaneamente, conectados através da internet.
MMOs permitem que jogadores se ajudem e compitam entre si em grande escala, e algumas vezes tenham uma interacção com sentido com pessoas de todo o mundo. Incluem uma variedade de estilos de jogabilidade e representantes de vários géneros de jogos. Muitos MMOs requerem que os jogadores invistam muito do seu tempo no jogo. Quase todos os MMOs têm uma subscrição mensal, mas alguns podem ser jogados de graça, por exemplo Astro Empires, Guerra Khan, Travian, Galactic Wars, Tribal Wars, DC Universe Online e RuneScape.

## Tipos de MMO

### MMORPG
MMO role-playing game – jogo de interpretação de personagem online em massa. O jogador "incorpora" um personagem, geralmente mágico ou com poderes extra-humanos. Podem ser escolhidas várias classes,  como por exemplo um vampiro, um lobisomem ou um bruxo. Ex: World of Warcraft, Ragnarök, Final Fantasy XIV, Silkroad, DC Universe Online, Toontown Online, The Elder Scrolls Online e RuneScape.

### MMOFPS
MMO first person shooter – jogo de tiro em primeira pessoa online em massa. O jogador "incorpora" um soldado e/ou mercenário, usando armas e bombas contra outros jogadores (visa a ação). Ex: PlanetSide 2, Firefall

### MMOSG
MMO social games – jogo de relacionamentos online em massa. O jogador cria um avatar objetivando interação com outros usuários. Tais interações incluem passeios por ambientes virtuais, comunicação via texto e/ou voz, realização de atividades em grupo. Ex: Second Life, Habbo, Roblox e VRChat.

### MMOEG
MMO erotic game – jogo erótico online em massa. Jogos para o público adulto, com temática sexual. Ex: Red Light Center, Naughty America, Virtual Hottie 2.

### MMOBG
MMO browser game – jogo de navegador online em massa. Jogos que não necessitam de instalação. São jogados diretamente nos navegadores de internet. Ex: Tribal Wars, Dragon Fable, Guerra Khan, Hattrick, 
oGame.

### MMOSGA
MMO social games for adults – Grande alteração que fizeram baseado no jogo IMVU que permitiram a relação online a qualquer grau. O jogador "incorpora" um personagem/ou boneco, podendo tornar o mais próximo da vida real inclusive além da amizade permitindo namoro, relações sexuais, etc.